# Tosia Bonnadan
Tosia Bonnadan är en marknad som infaller andra helgen i juli i Ronneby. Den har funnits i cirka 150 år och är en av Sveriges största marknader. Det började med att bönderna kom in till stan för att sälja djur och skörd genom auktion. Då höll den till vid Snäckebacken men flyttades ut på 1970-talet till Karlstorpsplanen. 1984 flyttades den tillbaka till Ronneby torg. Den domineras av knallemarknad, musik och karuseller. Idag är det Ronneby kommun som står som arrangör.